# Государственный строй Бутана
Согласно статье 1 Конституции Бутана верховная власть принадлежит народу, а формой правления является «демократическая конституционная монархия». Конституция объявлена высшим законом, а функции конституционного суда закреплены за Верховным судом. Декларировано разделение исполнительной, законодательной и судебной власти.
Главой государства и Верховным главнокомандующим является Король Бутана.
Законодательная власть принадлежит Парламенту Бутана, состоящему из Короля Бутана, Национального совета Бутана и Национальной ассамблеи Бутана.
Исполнительная власть в Бутане принадлежит Совету министров, который называется Lhengye Zhungtshog.
Судебная власть в Бутане возложена на Королевские суды в составе Верховного суда, Высокого суда, Судов дзонгхагов, Судов дунгхагов, а также судов и трибуналов, которые могут быть временно учреждены Королём по рекомендации Национальной судебной комиссии.